# Agelastica alni
Agelastica alni, el escarabajo de la hoja del aliso, es una especie de escarabajo de la hoja (Chrysomelidae) del género Agelastica. Agelastica alni se distribuye en Europa, el Cáucaso, Siberia, el noreste de Kazajistán y en el siglo XIX se introdujo en los Estados Unidos.
El escarabajo y el huésped larvario del escarabajo es el aliso gris o moteado (Alnus incana) y en menor medida el aliso negro (Alnus glutinosa), pero también se encontrará en avellanos, abedules o carpes si hay escasez de alimento. Provoca grandes agujeros y huecos en las hojas a partir de finales de abril, que son producidos por las larvas en los dos primeros estadios, pero el daño principal lo producen las larvas en el tercer estadio.
Anteriormente raro y considerado extinto en el Reino Unido, desde que se encontró en Mánchester en 2004 parece estar en aumento en el noroeste de Inglaterra. Su área de distribución se ha ido ampliando y se encontró en Nottinghamshire y Hampshire en 2014 y en el norte de Gales en 2018.

## Descripción
El escarabajo de la hoja de aliso es un escarabajo relativamente pequeño, alrededor de 6-7mm, de color negro o azul metalizado. Los adultos alados hibernan y emergen en la primavera. Hay una generación cada año. Las larvas son normalmente negras. Aunque el daño a los árboles de aliso puede ser antiestético, los árboles generalmente tolerarán el daño.

## Subespecies
Hay dos subespecies de Agelastica alni :
- A. a. alni (Linneo, 1758)
- A. a. glabra (Fischer von Waldheim, 1842) (anteriormente conocido como A. a. orientalis Baly, 1878 hasta 2015)